# 浙江斑皿蛛
浙江斑皿蛛（学名：Lepthyphantes zhejiangensis）为皿蛛科斑皿蛛属的动物。在中国大陆，分布于浙江等地。该物种的模式产地在浙江。